# Deutsches Referenzkorpus
Das Deutsche Referenzkorpus (kurz DeReKo) ist ein elektronisches Archiv von deutschsprachigen Textkorpora geschriebener Sprache, das seit 1964 existiert und vom Institut für Deutsche Sprache (IDS) in Mannheim gepflegt und kontinuierlich ausgebaut wird. Mit derzeit über 53 Milliarden Wörtern (Stand: 8. März 2022) ist DeReKo die weltweit größte Sammlung elektronischer Korpora der deutschen Gegenwartssprache, die für wissenschaftliche Zwecke bestimmt ist. Über die kostenfreie Webanwendung COSMAS II ist DeReKo für angemeldete Benutzer öffentlich zugänglich.

## Alternative Bezeichnungen
Auf das Deutsche Referenzkorpus wird oft auch unter anderen Bezeichnungen verwiesen, u. a. sind dies die Bezeichnungen Mannheimer Korpora, IDS-Korpora, COSMAS-Korpora, Archiv der Korpora geschriebener Gegenwartssprache am IDS. Die Bezeichnung Deutsches Referenzkorpus (DeReKo) wurde ursprünglich nur für einen Teil des heutigen Archivs verwendet, der zwischen 1999 und 2002 in einem gleichnamigen Projekt aufgebaut wurde, an dem mehrere Institutionen beteiligt waren. Seit 2004 ist sie die offizielle Bezeichnung für das gesamte Korpusarchiv.

## Konzeption und Zusammensetzung
Das Deutsche Referenzkorpus enthält belletristische, wissenschaftliche und populärwissenschaftliche Texte, eine große Zahl von Zeitungstexten sowie diverse weitere Textsorten. Die Texte decken den Zeitraum vom 18. Jahrhundert bis in die Gegenwart ab.
Im Gegensatz zu einigen anderen bekannten Korpora und Korpusarchiven (wie etwa das DWDS-Kernkorpus oder das British National Corpus) ist das Deutsche Referenzkorpus jedoch ausdrücklich nicht als ein ausgewogenes Korpus konzipiert: So sind die Texte weder nach bestimmten vorgegebenen Prozentanteilen auf die einzelnen Textsorten verteilt noch gleichmäßig über den abgedeckten Zeitraum verteilt.
Diese Konzeption folgt der Tatsache, dass grundsätzlich nur in Bezug auf einen festen Sprachausschnitt (d. h. eine feste Grundgesamtheit) beurteilt werden kann, ob ein Korpus eine ausgewogene oder sogar repräsentative Stichprobe darstellt. Unterschiedliche sprachwissenschaftliche Fragestellungen können sich aber auf sehr unterschiedliche Sprachausschnitte beziehen – insofern ist das Deutsche Referenzkorpus als eine Art Ur-Stichprobe zum Gebrauch der deutschen Schriftsprache konzipiert, aus der je nach Fragestellung und zugehöriger Grundgesamtheit gezielt eine ausgewogene Stichprobe zusammengestellt werden kann. Ein solches aus Texten eines bestehenden Korpusarchivs zusammengestelltes Korpus wird auch als ein virtuelles Korpus bezeichnet.

## Zugang
Wegen urheber- und lizenzrechtlicher Bestimmungen darf das DeReKo-Archiv nicht kopiert und insbesondere auch nicht zum Download angeboten werden. Es ist über die Schnittstelle COSMAS II recherchierbar und analysierbar, wobei sich Nutzer namentlich registrieren und zu einer rein wissenschaftlichen und nicht kommerziellen Nutzung verpflichten müssen. COSMAS II bietet Nutzern u. a. die Möglichkeit, aus dem Deutschen Referenzkorpus gezielt ein zu ihrer Fragestellung passendes virtuelles Korpus zusammenzustellen und zu verwenden.
Derzeit sind weltweit rund 37.000 Nutzer aus 110 Ländern für COSMAS II registriert und können in DeReKo wissenschaftliche Recherchen und Analysen durchführen.